# Eustomias leptobolus
Eustomias leptobolus är en fiskart som beskrevs av Regan och Trewavas, 1930. Eustomias leptobolus ingår i släktet Eustomias och familjen Stomiidae. Inga underarter finns listade i Catalogue of Life.